# 9937 Triceratops
9937 Triceratops là một tiểu hành tinh vành đai chính. Nó quay quanh Mặt Trời mỗi 3.64 năm.
Được phát hiện ngày 17 tháng 2 năm 1986 bởi Eric Elst ở Đài thiên văn Nam Âu, tên chỉ định của nó là "1986 PN4". On 21 tháng 11 năm 2002 nó được đổi tên "Triceratops" after Triceratops, genus of herbivorous dinosaurs.